# NGC 5554
NGC 5554 (ook: NGC 5564) is een spiraalvormig sterrenstelsel in het sterrenbeeld Maagd. Het hemelobject werd op 8 mei 1864 ontdekt door de Duitse astronoom Albert Marth.

## Synoniemen
- ZWG 47.6
- PGC 51160